# 9a etapa del Tour de França de 2013
La 9a etapa del Tour de França de 2013 es disputà el diumenge 7 de juliol de 2013 sobre un recorregut de 168,5 km entre Sent Gironç (Tarn) i Banhèras de Bigòrra (Alts Pirineus).
El vencedor final de l'etapa fou l'irlandès resident a Girona Daniel Martin (Garmin-Sharp), que s'imposà a l'esprint al seu company d'escapada, el danès Jakob Fuglsang (Astana Qazaqstan Team). En la classificació general destaquen els més de 17 minuts perduts pel segon classificat fins aleshores, l'australià Richie Porte, mentre que entre la resta de favorits no hi hagué cap mena de diferència. Pierre Rolland (Team Europcar) torna a liderar la classificació de la muntanya en acabar l'etapa, mentre el Movistar Team consolida la classificació per equips.

## Recorregut

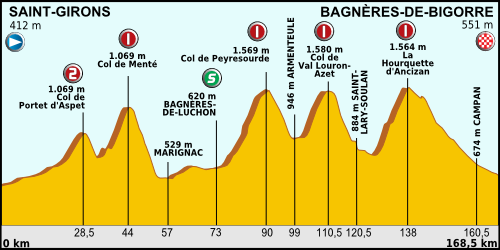
Recorregut de la 9a etapa

Etapa reina dels Pirineus de la present edició, amb cinc dificultats muntanyoses puntuables pel gran premi de la muntanya, una de segona i quatre de primera categoria, i sense gairebé cap quilòmetre pla en els 168 km. Només de sortida els ciclistes es dirigeixen cap a les rampes del primer port del dia, el coll de Portet d'Aspet, de segona categoria (km 28,5), que enllaça amb el Coll de Menté (km 44), que en aquesta ocasió es puja pel vessant curt, a diferència de l'any anterior, quan es pujà per l'altre vessant, més llarg i exigent. El descens donarà pas als únics quilòmetres plans de l'etapa, l'aproximació fins a Banhèras de Luishon (km 73), on es troba l'esprint del dia. Només sortir d'aquesta important població balneària s'inicia l'ascensió al coll de Peyresourde, que enllaça amb el coll de Val Louron-Azet i La Hourquette d'Ancizan, tots tres de primera categoria. El darrer d'aquests ports es corona a 30,5 km per a l'arribada a Banhèras de Bigòrra.

## Desenvolupament de l'etapa
L'etapa s'inicia a un bon ritme fruit de l'ofensiva llençada dels dels primeres metres pels corredors del Garmin-Sharp. Jack Bauer i David Millar es mantindran al davant uns 10 km fins a ser neutralitzats al km 21 fruit del fort ritme imposat pel Team Sky durant l'ascensió al coll de Portet d'Aspet, pel qual passen al capdavant Arnold Jeannesson (FDJ) i Daniel Martin (Garmin-Sharp). En el descens es forma una escapada de 14 corredors entre els quals hi ha Daniel Martin, Tom Danielson i Ryder Hesjedal (Garmin-Sharp), Pierre Rolland (Team Europcar), Mikel Nieve (Euskaltel–Euskadi) i gregaris d'Alberto Contador, Alejandro Valverde i Joaquim Rodríguez. El Team Sky imprimeix tal ritme en l'ascensió al coll de Menté, que si bé Cadel Evans i Tejay van Garderen (BMC Racing Team) es depengen del gran grup, també ho acabaran fent els companys de Chris Froome, fins i tot el segon a la general, Richie Porte, quan el Movistar Team es posi al capdavant del gran grup.
En els quilòmetres que conduïen fins a Banhèras de Luishon, Cadel Evans es reintegra al grup de Froome. Aquest, sense cap company d'equip al seu costat, haurà d'afrontar diverses acceleracions dels homes del Movistar. En una d'elles Valverde, Rubén Plaza i Froome deixaran enrere, durant uns quants quilòmetres, a la resta de favorits. Abans de començar l'ascensió al coll de Peyresourde cinc corredors es mantenen al capdavant: Thomas de Gendt (Vacansoleil-DCM), Bart de Clercq (Lotto-Belisol), Romain Bardet (AG2R La Mondiale), Ryder Hesjedal i Pierre Rolland. Per darrere el líder es troba a 1' 10".
Durant l'ascensió al Peyresourde Simon Clarke (Orica-GreenEDGE) i Jan Bakelants (RadioShack-Leopard) arriben a l'altura dels escapats, mentre el grup del mallot groc és encapçalat pels homes del Movistar. De Gendt serà el primer al pas pel coll. Al pas per l'avituallament Clarke ataca, cosa que li permet coronar en solitari el coll de Val Louron-Azet, però en el descens se li uneix Bardet, Rolland i De Clercq. Aquest quartet inicià l'ascensió a l'Hourquette d'Ancizan, darrere de les dificultats del dia, amb tan sols 20 segons respecte al gran grup. Bardet serà el darrer en ser neutralitzat pel Movistar, equip que imprimeix un ritme viu durant l'ascensió. En els darrers 5 quilòmetres d'ascensió Nairo Quintana llença diversos atacs, però tots seran neutralitzats pel líder. Un atac final de Daniel Martin, que és seguit per Jakob Fuglsang (Astana Qazaqstan Team), els permetrà passar pel cim amb 35" sobre Wouter Poels (Vacansoleil-DCM) i 45" sobre el gran grup. Tot i els intents per capturar-los del Movistar i el Belkin Pro Cycling Team els dos escapats es disputen la victòria a l'esprint. Daniel Martin s'imposa gràcies a una hàbil maniobra que li permet passar en primera posició per la darrera corba, aconseguint d'aquesta manera la seva primera victòria d'etapa al Tour de França. El grup del líder, encapçalat per Michał Kwiatkowski arriba a 20". Porte acabarà perdent 18' 30" en finalitzar l'etapa, sent l'únic gran perjudicat de l'etapa.

## Esprints
| Primer  | Thomas de Gendt (BEL)            | 20 pts |
| Segon   | Pierre Rolland (FRA)             | 17 pts |
| Tercer  | Bart de Clercq (BEL)             | 15 pts |
| Quart   | Ryder Hesjedal (CAN)             | 13 pts |
| Cinquè  | Romain Bardet (FRA)              | 11 pts |
| Sisè    | Simon Geschke (GER)              | 10 pts |
| Setè    | Jan Bakelants (BEL)              | 9 pts  |
| Vuitè   | Arthur Vichot (FRA)              | 8 pts  |
| Novè    | Jesús Hernández Blázquez (ESP)   | 7 pts  |
| Desè    | Michael Rogers (AUS)             | 6 pts  |
| Onzè    | Daryl Impey (RSA)                | 5 pts  |
| Dotzè   | Rui Alberto Faria da Costa (POR) | 4 pts  |
| Tretzè  | Alejandro Valverde (ESP)         | 3 pts  |
| Catorzè | Nairo Quintana (COL)             | 2 pts  |
| Quinzè  | Blel Kadri (FRA)                 | 1 pt   |

| Primer  | Daniel Martin (IRL)      | 20 pts |
| Segon   | Jakob Fuglsang (DEN)     | 17 pts |
| Tercer  | Michał Kwiatkowski (POL) | 15 pts |
| Quart   | Daniel Moreno (ESP)      | 13 pts |
| Cinquè  | Joaquim Rodríguez (CAT)  | 11 pts |
| Sisè    | Cadel Evans (AUS)        | 10 pts |
| Setè    | Wouter Poels (NED)       | 9 pts  |
| Vuitè   | Bauke Mollema (NED)      | 8 pts  |
| Novè    | Daniel Navarro (ESP)     | 7 pts  |
| Desè    | Maxime Monfort (BEL)     | 6 pts  |
| Onzè    | Alejandro Valverde (ESP) | 5 pts  |
| Dotzè   | Andy Schleck (LUX)       | 4 pts  |
| Tretzè  | Alberto Contador (ESP)   | 3 pts  |
| Catorzè | Chris Froome (GBR)       | 2 pts  |
| Quinzè  | Roman Kreuziger (CZE)    | 1 pt   |

## Ports de muntanya
| 1r | Arnold Jeannesson (FRA)  | 5 pts |
| 2n | Daniel Martin (IRL)      | 3 pts |
| 3r | Thomas Danielson (USA)   | 2 pts |
| 4t | Przemysław Niemiec (POL) | 1 pt  |

| 1r | Thomas Danielson (USA) | 10 pts |
| 2n | Ryder Hesjedal (CAN)   | 8 pts  |
| 3r | Iuri Trofímov (RUS)    | 6 pts  |
| 4t | Igor Antón (ESP)       | 4 pts  |
| 5è | Pierre Rolland (FRA)   | 2 pts  |
| 6è | Nairo Quintana (COL)   | 1 pt   |

| 1r | Thomas de Gendt (BEL) | 10 pts |
| 2n | Pierre Rolland (FRA)  | 8 pts  |
| 3r | Bart de Clercq (BEL)  | 6 pts  |
| 4t | Ryder Hesjedal (CAN)  | 4 pts  |
| 5è | Romain Bardet (FRA)   | 2 pts  |
| 6è | Jan Bakelants (BEL)   | 1 pt   |

| 1r | Simon Clarke (AUS)         | 10 pts |
| 2n | Pierre Rolland (FRA)       | 8 pts  |
| 3r | Romain Bardet (FRA)        | 6 pts  |
| 4t | Bart de Clercq (BEL)       | 4 pts  |
| 5è | Jan Bakelants (BEL)        | 2 pts  |
| 6è | Jonathan Castroviejo (ESP) | 1 pt   |

- 5. La Hourquette d'Ancizan. 1564m. 1a categoria (km 138) (9,9 km al 7,5%)

| 1r | Daniel Martin (IRL)   | 10 pts |
| 2n | Jakob Fuglsang (DEN)  | 8 pts  |
| 3r | Wouter Poels (NED)    | 6 pts  |
| 4t | Roman Kreuziger (CZE) | 4 pts  |
| 5è | Chris Froome (GBR)    | 2 pts  |
| 6è | Andy Schleck (LUX)    | 1 pt   |

## Classificació de l'etapa
|    | Ciclista                 | Equip                   | Temps      |
| -- | ------------------------ | ----------------------- | ---------- |
| 1  | Daniel Martin (IRL)      | Garmin-Sharp            | 4h 43' 03" |
| 2  | Jakob Fuglsang (DEN)     | Astana Qazaqstan Team   | m. t.      |
| 3  | Michał Kwiatkowski (POL) | Omega Pharma-Quick Step | + 20"      |
| 4  | Daniel Moreno (ESP)      | Team Katusha            | + 20"      |
| 5  | Joaquim Rodríguez (CAT)  | Team Katusha            | + 20"      |
| 6  | Cadel Evans (AUS)        | BMC Racing Team         | + 20"      |
| 7  | Wouter Poels (NED)       | Vacansoleil-DCM         | + 20"      |
| 8  | Bauke Mollema (NED)      | Belkin Pro Cycling Team | + 20"      |
| 9  | Daniel Navarro (ESP)     | Cofidis                 | + 20"      |
| 10 | Maxime Monfort (BEL)     | RadioShack-Leopard      | + 20"      |

## Classificació general
|    | Ciclista                         | Equip                   | Temps       |
| -- | -------------------------------- | ----------------------- | ----------- |
| 1  | Chris Froome (GBR)               | Team Sky                | 36h 59' 18" |
| 2  | Alejandro Valverde (ESP)         | Movistar Team           | + 1' 25"    |
| 3  | Bauke Mollema (NED)              | Belkin Pro Cycling Team | + 1' 44"    |
| 4  | Laurens ten Dam (NED)            | Belkin Pro Cycling Team | + 1' 50"    |
| 5  | Roman Kreuziger (CZE)            | Team Saxo-Tinkoff       | + 1' 51"    |
| 6  | Alberto Contador (ESP)           | Team Saxo-Tinkoff       | + 1' 51"    |
| 7  | Nairo Quintana (COL)             | Movistar Team           | + 2' 02"    |
| 8  | Daniel Martin (IRL)              | Garmin-Sharp            | + 2' 28"    |
| 9  | Joaquim Rodríguez (CAT)          | Team Katusha            | + 2' 31"    |
| 10 | Rui Alberto Faria da Costa (POR) | Movistar Team           | + 2' 45"    |

## Classificacions annexes
|    | Ciclista             | Equip                   | Punts   |
| -- | -------------------- | ----------------------- | ------- |
| 1r | Peter Sagan (SVK)    | Cannondale              | 234 pts |
| 2n | André Greipel (GER)  | Lotto-Belisol           | 141 pts |
| 3r | Mark Cavendish (GBR) | Omega Pharma-Quick Step | 128 pts |

|    | Ciclista             | Equip         | Punts  |
| -- | -------------------- | ------------- | ------ |
| 1r | Pierre Rolland (FRA) | Team Europcar | 49 pts |
| 2n | Chris Froome (GBR)   | Team Sky      | 33 pts |
| 3r | Richie Porte (AUS)   | Team Sky      | 28 pts |

|    | Ciclista                 | Equip                   | Temps       |
| -- | ------------------------ | ----------------------- | ----------- |
| 1r | Nairo Quintana (COL)     | Movistar Team           | 37h 01' 20" |
| 2n | Michał Kwiatkowski (POL) | Omega Pharma-Quick Step | + 1' 23"    |
| 3r | Romain Bardet (FRA)      | AG2R La Mondiale        | + 5' 07"    |

|    | Equip                   | Temps        |
| -- | ----------------------- | ------------ |
| 1r | Movistar Team           | 110h 11' 29" |
| 2n | Team Saxo-Tinkoff       | + 04' 11"    |
| 3r | Belkin Pro Cycling Team | + 05' 22"    |

## Abandonaments
- Michael Schär (SUI) (BMC Racing Team). No surt per culpa d'una caiguda el dia anterior.[7]
- Rohan Dennis (AUS) (Garmin-Sharp). No surt.[8]
- José Iván Gutiérrez (ESP) (Movistar Team). Abandona.
- Benjamín Noval (ESP) (Team Saxo-Tinkoff). Abandona per culpa d'una lesió a la mà produïda durant la 4a etapa en xocar contra un fotògraf.[9]
- Vassil Kirienka (BLR) (Team Sky). Fora de control.[10]